# Uruguay en los Juegos Olímpicos de Helsinki 1952
Uruguay estuvo representado en los Juegos Olímpicos de Helsinki 1952 por un total de 32 deportistas, 31 hombres y una mujer, que compitieron en 9 deportes.

## Medallistas
El equipo olímpico uruguayo obtuvo las siguientes medallas:
| Nombre                       | Deporte    | Competición         |
| ---------------------------- | ---------- | ------------------- |
| Oro                          |            |                     |
| —                            |            |                     |
| Plata                        |            |                     |
| —                            |            |                     |
| Bronce                       |            |                     |
| Equipo                       | Baloncesto | Torneo M            |
| Juan Rodríguez Miguel Seijas | Remo       | Doble scull (M2x) M |